# Spindasis heathi
Spindasis heathi är en fjärilsart som beskrevs av D'abrera 1980. Spindasis heathi ingår i släktet Spindasis och familjen juvelvingar. Inga underarter finns listade i Catalogue of Life.